# تطويع (علم المواد)
التطويع أو التلدين (بالإنجليزية: Annealing)‏، في علم الفلزات والمواد، هي معالجة حرارية يتغير بتطبيقها بعض خواص مادة ما مثل القوة والصلادة. في هذه العملية، يتم تسخين السبيكة إلى ما فوق درجة حرارة إعادة التبلور والحفاظ على درجة حرارة تلك لفترة مناسبة، ثم التبريد بعد ذلك. التطويع يستخدم لتحسين ليونة السبيكة وتقليل الإجهادات الداخلية وتحسين البنية الداخلية للسبيكة عن طريق جعلها أكثر تجانساً، وتحسين قدرتها على التشغيل على البارد.
عند تطويع النحاس والصلب والفضة والنحاس الأصفر، يتم تنفيذ هذه العملية عن طريق تسخين هذه المواد حتى التوهج لفترة من الوقت وثم تركها لتبرد. على عكس الصلب الذي يجب أن يبرد ببطء، النحاس والفضة والنحاس الأصفر يمكن أن تبرد ببطء في الهواء أو عن طريق التبريد بسرعة في الماء. يجعل تطويع المعدن أكثر ليونة، وأكثر قابلية للتشكيل والتشغيل.

## الديناميكا الحرارية للتطويع
يحدث التطويع عن طريق انتشار ذرات المادة المذابة داخل المادة الصلبة (في حالة الصلب يكون هناك إعادة انتشار لذرات الكربون في الهياكل الشبكية من جديد)، مما يعطي الفرصة لإزالة الإجهادات الداخلية الناتجة عن عملية التقسية (أي في حالة الصلب وبسبب الانتقال السريع من الطور غاما الأوستنيت ذو القابلية الأكبر على إذابة ذرات الكربون بسبب الفراغات المتشكلة بين هياكله الشبكية ذات الأشكال المتمركزة وجهيا إلى الطور ألفا الفريت ذو القابلية الأقل على إذابة ذرات الكربون بسبب الفراغات الأصغر المتشكلة بين الهياكل ذات الأشكال المتمركزة حجميا تنشأ إجهادات داخلية كبيرة بسبب عدم ترك المجال لذرات الكربون المذابة في الصلب ذو الطور غاما بالانتشار من جديد مما يسبب إجهادات داخل الهياكل الشبكية الناتجة بعد التبريدأي هياكل ألفا)وبالتالي وعن طريق التطويع يتم إعطاء الفرصة لذرات الكربون للانتشار من جديد جزئيا وبالتالي ميل أكبر للاستقرار. أي تقليل القساوة والهشاشة (قابلية الكسر) على حساب زيادة المتانة (القدرة على تحمل الصدمات) وبالتالي زيادة قدرة المعدن على تحمل عمليات التشغيل المختلفة مع الاحتفاظ بقساوة مقبولة وأعلى منها في المعادن الغير معالجة حراريا. يحدث الانتشار عن طريق استغلال الطاقة الحرارية الناتجة عن التسخين في كسر الروابط بين الذرات المادة المذابة، واكسابها طاقة حركية تعيد بها الذرات ترتيب نفسها في مصفوفة ذرات المادة المذيبة. مما يجعل المعدن أكثر ليونة وأسهل في التشكيل، وأقل صلادة.
يقلل التطويع أيضاً من قيمة طاقة جيبس الحرة اللازم تجاوزها لبدأ التشكيل. في الصناعة، يطلق على هذا الحد من قيمة طاقة جيبس الحرة «تقليل الإجهادات» (بالإنجليزية: stress relief)‏. وتقليل الإجهادات الداخلية هي عملية ثرموديناميكة، ولكنها تتم ببطء شديد في درجة حرارة الغرفة، لذا فإن ارتفاع درجات الحرارة يسرّع هذه العملية.

## مراحل التطويع
هناك ثلاث مراحل في عملية التطويع الأولى عودة المعدن إلى حالته الأولية عبر إزالة عيوب البللورات وإزالة الإجهادات الداخلية. الثانية هي إعادة تكوين البللورات، حيث تتكون نويّات لحبيبات المعدن داخل البنية الداخلية للمعدن، تنمو لتحل محل تلك التي تشوهت بالاجهادات الداخلية. إما الثالثة فتحدث إذا استمر التطويع بعد إعادة التبلور، فسيحدث نمو للحبيبات، مما قد يتسبب في الحصول على خواص ميكانيكية أقل من المُبتغاة.

## العملية
غالباً ما تستخدم أفران الغاز للتسخين. وبمجرد انتهاء عملية التسخين بنجاح حتى تخترق الحرارة وتتوزع بانتظام داخل جسم المنتج، يتم ترك المنتج داخل الفرن، لكي يفقد حرارته ببطء فلا تتسبب في تكوّن إجهادات حرارية داخل جسم المنتج.
قد تتسبب درجة الحرارة العالية للتطويع في أكسدة سطح المعدن، ولتجنب ذلك، يتم التطويع في جو خالي من الأكسجين والنيتروجين والكربون لتجنب الأكسدة والكربنة والنتردة كاستخدام من الغازات المختزلة مثل أول أكسيد الكربون والهيدروجين.

## أنواع عمليات التطويع

### التطبيع
التطبيع (بالإنجليزية: Normalizing)‏ هي عملية تطويع يتم تبريد المنتج فيها في الهواء بعد التسخين لتقليل الإجهادات.
يستخدم التطبيع في سبائك «الصلب عالي الصلادة»، حيث تُسخن القطعة حتى درجة حرارة أعلى بقليل من درجة الحرارة الحرجة التي يحدث عندها إعادة البلورة للبنية الداخلية للمعدن، ثم تُخرج القطعة من الفرن قبل أن تنمو حبيبات المعدن المتكونة حديثاً في البنية الداخلية للمعدن لتبرد في الهواء، فتتحسن خواص المرونة وتحمُّل الصدمات في السبيكة. حبيبات المعدن الصغيرة المتكونة تجعل المعدن أكثر صلادة وأكثر تحمل للصدمات مع جهد شد معتدل وأقصى درجة ليونة يمكن الحصول عليها في عمليات التطويع . التطبيع يحوّل حبيبات المعدن التي استطالت أثناء عمليات الدرفلة إلى حبيبات شبه كروية في البنية الداخلية للمعدن، بل وتزيل التجمعات المعدنية لبعض العناصر السبائكية التي قد تحدث أثناء عمليات السباكة. كما يحسن التطبيع من قابلية المعدن للتشغيل (بالإنجليزية: machinability)‏.

### التطويع دون الحرج

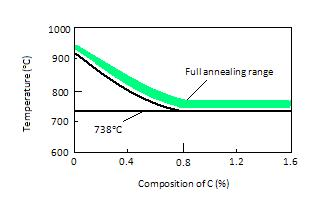
المدى الحراري الذي يتم فيه التطويع الكامل

التطويع دون الحرج (بالإنجليزية: subcritical annealing)‏ هي معالجة حرارية تجرى على معدن سبق تشغيله جزئياً، لتزيد من ليونة المعدن ويقلل قابليته للكسر عند إاعدة تشغيله. الليونة مهمة لتشكيل المعادن وإنتاج منتجات أكثر دقة خلال بعض العمليات الصناعية مثل الدرفلة والسحب والطرق والبثق. يتم تسخين القطعة إلى درجة حرارة أقل من عادة درجة حرارة اكتمال تحوّل المعدن إلى أوستنيت، وتركها لفترة كافية للتخلص من الإجهادات الداخلية. يتم تبريد القطعة في النهاية ببطء إلى درجة حرارة الغرفة. ومن ثم مرة أخرى على استعداد للعمل إضافية الباردة. تقلّص هذه العملية من خطر تشوه القطعة أثناء التشغيل النهائي أو اللحام. تتراوح درجات الحرارة لهذه العملية بين 750 إلى 800 درجة مئوية، حسب نوع السبيكة.

### التطويع الكامل
التطويع الكامل (بالإنجليزية: Full annealing)‏ هي معالجة حرارية ينتج عنها إنشاء بنية داخلية جديدة متجانسة ذات خصائص ديناميكية جيدة. ليحدث التطويع الكامل، يتم تسخين المعدن إلى درجات حرارة أعلى بحوالي 50 درجة مئوية من درجات الحرارة التي يكتمل فيها تحوّل المعدن إلى أوستنيت، وتركه لفترة كافية للسماح للمعدن بالتحول الكامل إلى بنية داخلية تتكون من حبيبات الأوستنيت أو الأوستنيت مع السمنتيت. ثم يتم السماح للمعدن بأن يبرد ببطء حتى يصل لنقطة الاتزان. تزيد هذه العملية من مطيلية المعدن وتقلل من قيمة إجهاد الخضوع وإجهاد الشد.